# Comprendido!... Time Stop! ...And World Ending
Comprendido!... Time Stop! ...And World Ending - album studyjny Deutsch Nepal, wydany w 1997 roku przez wytwórnię Cold Meat Industry. 

## Lista utworów
1. "Benevolence '92" - 3:53
2. "Thomas 29 Needles" - 9:12
3. "World Mirror" - 6:44
4. "Morgue Restaurant" - 1:48
5. "Gouge Free Market" - 8:16
6. "Tender Lover" - 3:19
7. "Pain Is The Language We Use" - 9:01
8. "The Phlegethon Fish" - 3:11
9. "Auto Gamic Drummers" - 7:43
10. "Poison Free Market" - 11:05